# Église en bois de Trnjane
L'église en bois de Trnjane (en serbe cyrillique : Црква брвнара у Трњанама ; en serbe latin : Crkva brvnara u Trnjanama) est une église orthodoxe serbe serbe située à Trnjane, dans la municipalité de Negotin et dans le district de Bor en Serbie. Elle est inscrite sur la liste des monuments culturels protégés de la république de Serbie (identifiant no SK 316).